# 1320
| [ Edytuj tabelę ]                          |                                                                           |
| Król Polski                                | - 1320 Władysław I Łokietek 1333                                          |
| Książę Małopolski                          | - 1306 Władysław I Łokietek 1320                                          |
| Książę Wielkopolski                        | - 1312 Władysław I Łokietek 1320                                          |
| Król Albanii                               | - 1301 Filip I 1332                                                       |
| Współksiążęta Andory                       | - 1309 Ramon Trebailla 1326 - 1315 Gaston II 1343                         |
| Król Angkoru                               | - 1307 Idradżajawarman 1327                                               |
| Król Anglii                                | - 1307 Edward II 1327                                                     |
| Król Aragonii i Walencji, hrabia Barcelony | - 1291 Jakub II Sprawiedliwy 1327                                         |
| Margrabia Brandenburgii                    | - 1319 Henryk II 1320 - 1320 Ludwik 1351                                  |
| Książę Burgundii                           | - 1315 Eudes IV 1349                                                      |
| Książę Dolnej Bawarii                      | - 1309 Otto IV 1334 - 1309 Henryk XIV Bawarski 1339 - 1312 Henryk XV 1333 |
| Książę Górnej Bawarii                      | - 1294 Ludwik III 1340                                                    |
| Cesarz Bizancjum                           | - 1282 Andronik II Paleolog 1328                                          |
| Car Bułgarii                               | - 1300 Teodor Swetosław 1322                                              |
| Cesarz Chin                                | - 1311 Renzong 1320                                                       |
| Król Cypru                                 | - 1310 Henryk II 1324                                                     |
| Król Czech                                 | - 1310 Jan Luksemburski 1346                                              |
| Król Danii                                 | - 1320 Krzysztof II 1326                                                  |
| Władca Egiptu                              | - 1310 An-Nasir Muhammad 1341                                             |
| Cesarz Etiopii                             | - 1314 Amde Tsyjon I 1344                                                 |
| Król Francji                               | - 1316 Filip V Wysoki 1322                                                |
| Król Gruzji                                | - 1314 Jerzy V Wspaniały 1346                                             |
| Hrabia Holandii                            | - 1304 Wilhelm III 1337                                                   |
| Cesarz Japonii                             | - 1318 Go-Daigo 1339                                                      |
| Kalif                                      | - 1302 Al-Mustakfi I 1340                                                 |
| Król Kastylii i Leónu                      | - 1312 Alfons XI 1350                                                     |
| Patriarcha Konstantynopola                 | - 1315 Jan XIII Glykys 1320 - 1320 Gerazym I 1321                         |
| Władca Korei                               | - 1313 Ch’ungsuk 1330                                                     |
| Wielki książę litewski                     | - 1316 Giedymin 1341                                                      |
| Cesarz Majapahitu                          | - 1309 Dżajanegara 1328                                                   |
| Sułtan Maroka                              | - 1310 Abu Said Usman II 1331                                             |
| Książę Mediolanu                           | - 1311 Matteo I Wielki 1322                                               |
| Książę Moskwy                              | - 1303 Jerzy Daniłowicz 1325                                              |
| Król Nawarry                               | - 1316 Filip II 1322                                                      |
| Król Norwegii                              | - 1319 Magnus Eriksson 1355                                               |
| Hrabia Palatynatu                          | - 1317 Adolf Wittelsbach 1327                                             |
| Papież                                     | - 1316 Jan XXII 1334                                                      |
| Król Portugalii                            | - 1279 Dionizy I 1325                                                     |
| Książę Rusi halickiej                      | - 1308 Andrzej II 1323 - 1308 Lew II 1323                                 |
| Cesarz Rzymski (niemiecki)                 | - 1314 Ludwik IV Bawarski 1347                                            |
| Książę Saksonii                            | - 1298 Rudolf I 1356                                                      |
| Król Serbii                                | - 1282 Stefan Urosz II 1321                                               |
| Król Szkocji                               | - 1306 Robert I 1329                                                      |
| Król Szwecji                               | - 1319 Magnus Eriksson 1363                                               |
| Sułtan Turków                              | - 1299 Osman I 1324                                                       |
| Doża Wenecji                               | - 1312 Giovanni Soranzo 1328                                              |
| Król Węgier                                | - 1308 Karol Robert 1342                                                  |
| Wielki mistrz zakonu krzyżackiego          | - 1311 Karl Bessart von Trier 1324                                        |

Rok 1320 / MCCCXX
stulecia: XIII wiek ~
XIV wiek ~
XV wiek

lata: 1310 «
1315 «
1316 «
1317 «
1318 «
1319 «
1320
» 1321
» 1322
» 1323
» 1324
» 1325
» 1330

## Wydarzenia w Polsce
- 20 stycznia – Władysław I Łokietek koronowany na Wawelu przez arcybiskupa Janisława. Koniec rozbicia dzielnicowego Polski.
- 20 kwietnia – Sępólno Krajeńskie uzyskało prawa miejskie.

- W kwietniu rozpoczął się w Inowrocławiu proces przeciw Zakonowi o zwrot Pomorza. Sąd, którego skład wyznaczył papież Jan XXII, przesłuchał 25 świadków.

## Wydarzenia na świecie
- 6 kwietnia – w Arbroath została ogłoszona deklaracja niepodległości Szkocji.
- 6 lipca – zawarcie małżeństwa między królem Węgier Karolem Robertem a królewną polską Elżbietą Łokietkówną. Koronacja na królową Węgier Elżbiety Łokietkówny. Początek sojuszu politycznego między Polską a Węgrami.
- 27 lipca – stoczono bitwę pod Miednikami.

- Na Henryku II Askańczyku wygasła brandenburska linia rodu Askańczyków. Brandenburgię po kilku latach przejąć mieli Wittelsbachowie.

## Urodzili się
- 8 kwietnia – Piotr I, król Portugalii (zm. 1367)
- Bodzanta, polski duchowny katolicki, arcybiskup gnieźnieński (zm. 1388).

## Zmarli
- 7 lutego – Jan Muskata, biskup krakowski (ur. ok. 1250)
- 13 kwietnia – Małgorzata z Città di Castello, włoska tercjarka dominikańska, błogosławiona kościoła katolickiego (ur. 1287)
- 1 lub 2 maja – Wiwald z San Gimignano, włoski tercjarz franciszkański, eremita, błogosławiony kościoła katolickiego (ur. 1250)
- 2 czerwca – Piotr z Aspeltu, kanclerz Czech (ur. ok. 1250)
- 27 lipca – Heinrich von Plötzkau, wielki marszałek zakonu krzyżackiego (ur. ?)
- 14 sierpnia – Arnaud d’Aux, kardynał-biskup Albano (ur. ok. 1265)
- 27 grudnia – Macieja Nazzarei, włoska klaryska, błogosławiona kościoła katolickiego (ur. 1235)
- data dzienna nieznana:
  - 1320/1321 – Bolesław Oleśnicki, książę Oleśnicy z dynastii Piastów (ur. 1293–1296)